# Fino del Monte
Fino del Monte ist eine italienische Gemeinde (comune) mit 1141 Einwohnern (Stand 31. Dezember 2023) in der Provinz Bergamo, Region Lombardei.

## Geographie
Fino del Monte liegt 35 Kilometer nordöstlich der Provinzhauptstadt Bergamo und 80 Kilometer nordöstlich der Metropole Mailand.
Die Nachbargemeinden sind Castione della Presolana, Onore, Rovetta und Songavazzo.